# Cecilie Gormsen
Cecilie Gormsen (født 14. februar 1988) er dansk journalist, uddannet i 2013 fra Danmarks Medie- og Journalisthøjskole. Cecilie Gormsen er chefredaktør på I Form, som er en del af Bonnier Publications. 
Tidligere har hun været chefredaktør på KøbenhavnLIV, FrederiksbergLIV og AmagerLIV, alle en del af JFM. Her var Cecilie Gormsen blandt andet med til at sammenlægge en række ugeaviser og lokalmedier. 
Fra 2015 til 2022 arbejdede hun på Altinget, hvor hun var redaktionschef. Tidligere har Gormsen også skrevet på Berlingske.
Som redaktionschef på Altinget har Gormsen bl.a. måtte forsvare Altinget i sager vedrørende genpublicering af nyheder. 